# Богородице-Рождественский собор (Николаев)
Кафедральный Собор Рождества Пресвятой Богородицы (Старокупеческий Рождество-Богородицкий собор) — кафедральный собор Николаевской епархии Украинской православной церкви (Московского патриархата) в Николаеве.

## История храма

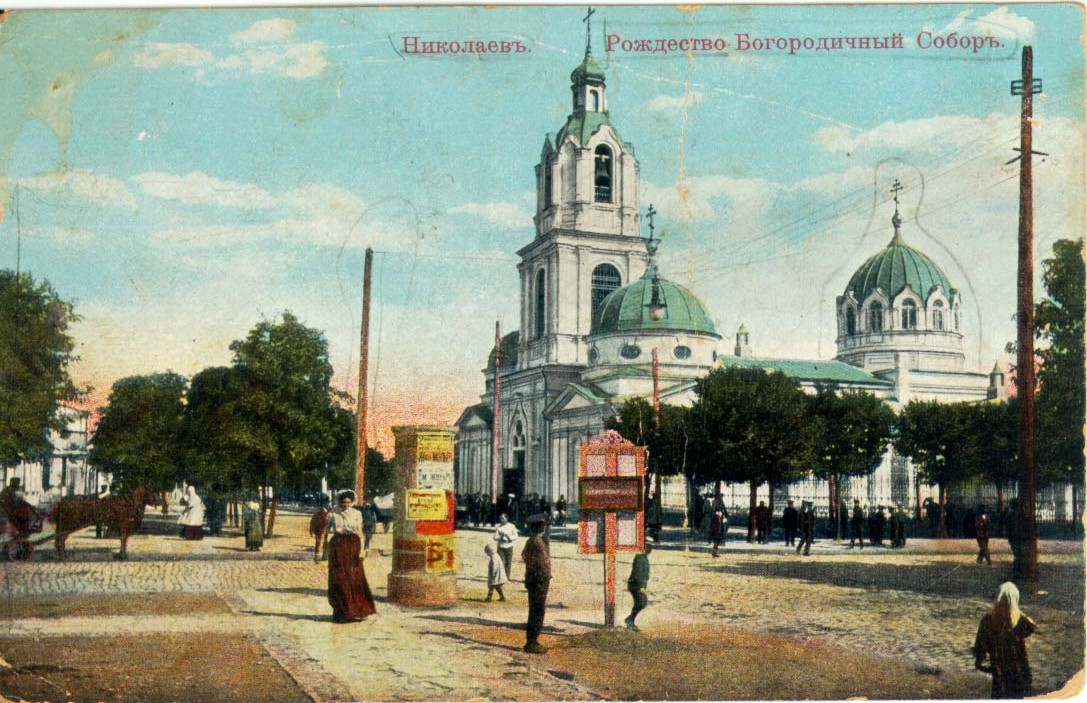
Старокупеческий собор на открытке начала XX века

Старокупеческая Рождество-Богородицкая церковь в Николаеве была построена в 1800 году на пожертвование николаевских купцов. Она была построена по инициативе протоиерея Карпа Павловского. Храм располагался в исторической части Николаева, на перекрёстке улиц Рождественской (ныне улица Лягина) и Купеческой (ныне Потёмкинская).
В 1828 году к ней были пристроены два боковых алтаря и храм был утверждён городским епархиальним собором.
При соборе в 1874 году был основан церковно-приходской приют, почётным членом которого в начале XX века был настоятель Андреевского собора в Кронштадте протоиерей Иоанн Сергиев (праведный Иоанн Кронштадтский). 
В 1876 году на колокольне храма был установлен колокол весом свыше 8 тонн.
В 1922 году из собора были изъяты церковные ценности. В 1930 году власти сняли колокола с собора, а в 1936 году собор был закрыт. После реконструкци в нём разместили гарнизонный дом офицеров, что спасло храм от уничтожения.
В 1992 году храм был передан Украинской православной церкви и стал кафедральным собором Николаевской епархии. 
В 2001 году в соборе была проведена реконструкция. 